# Homosexualität in Polen

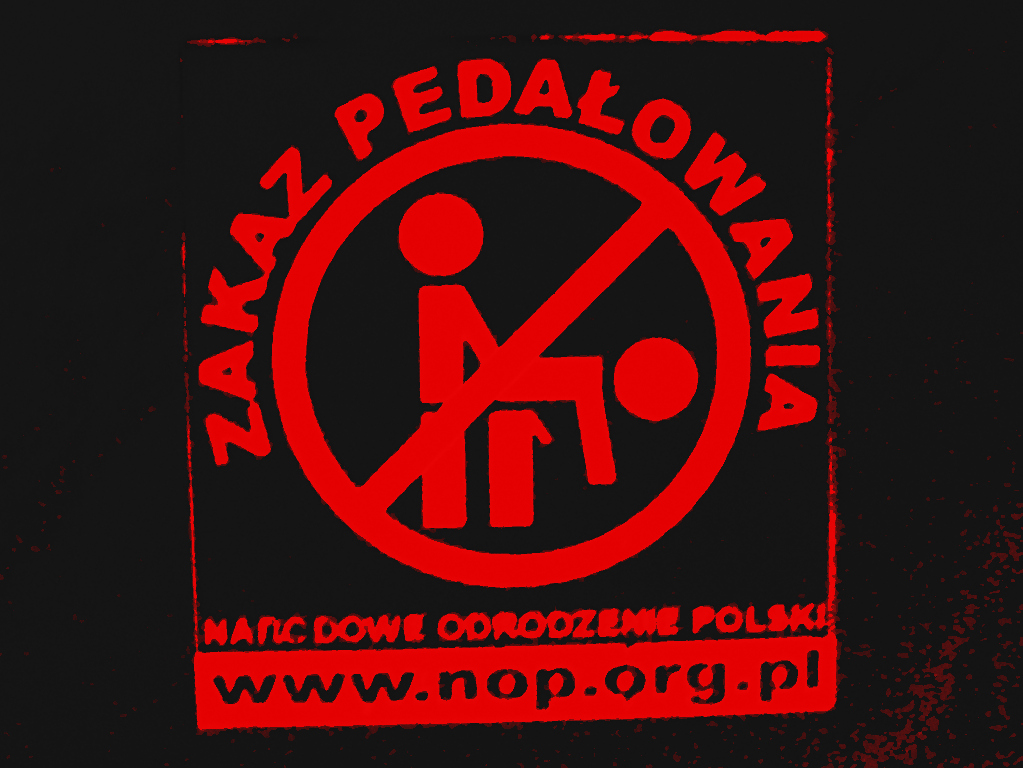
Aufkleber mit homophobem Slogan der nationalistischen Organisation NOP.

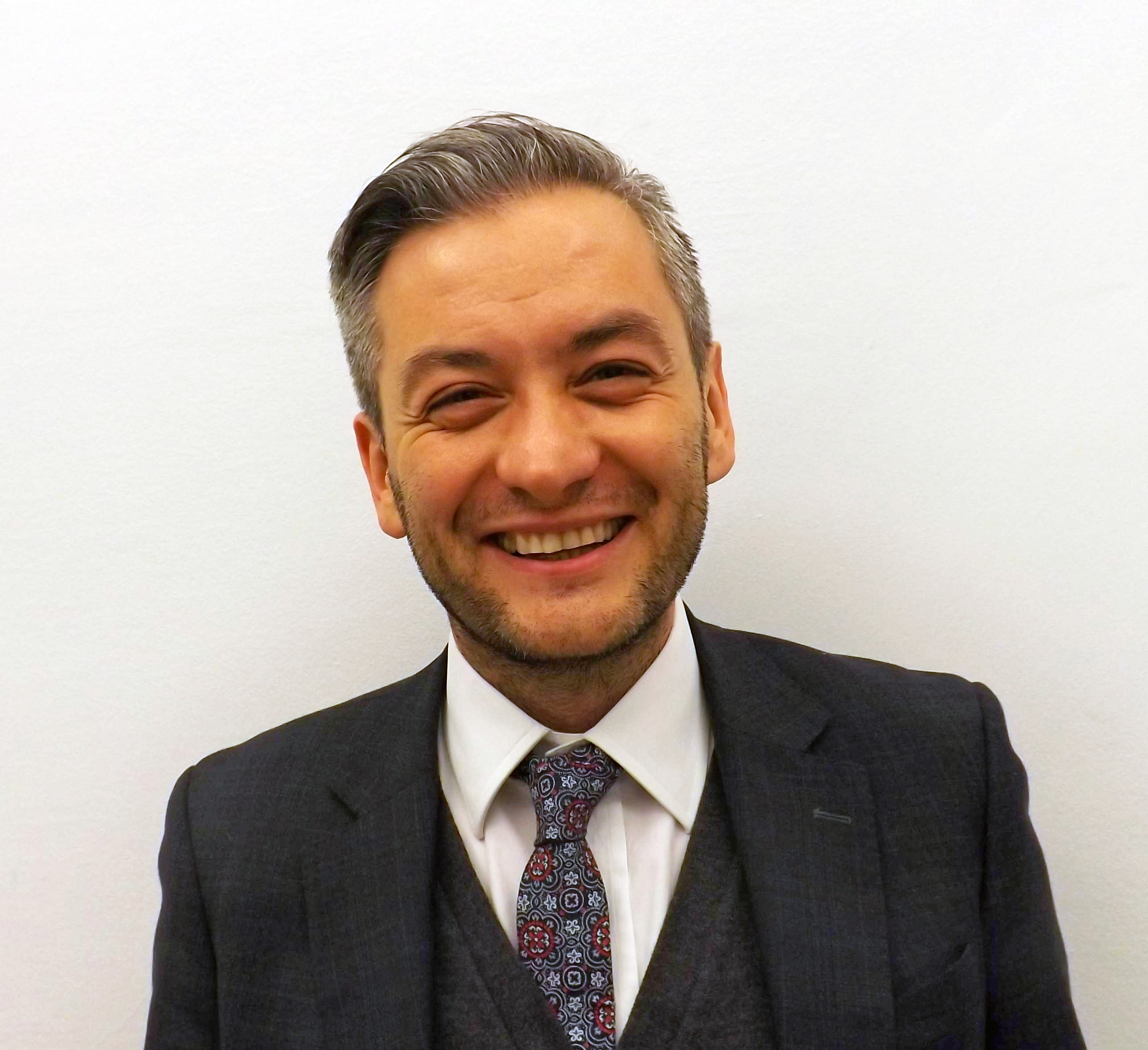
Der schwule, liberale Politiker, ehemaliger Bürgermeister von Słupsk und seit 2019 MdEP Robert Biedroń.

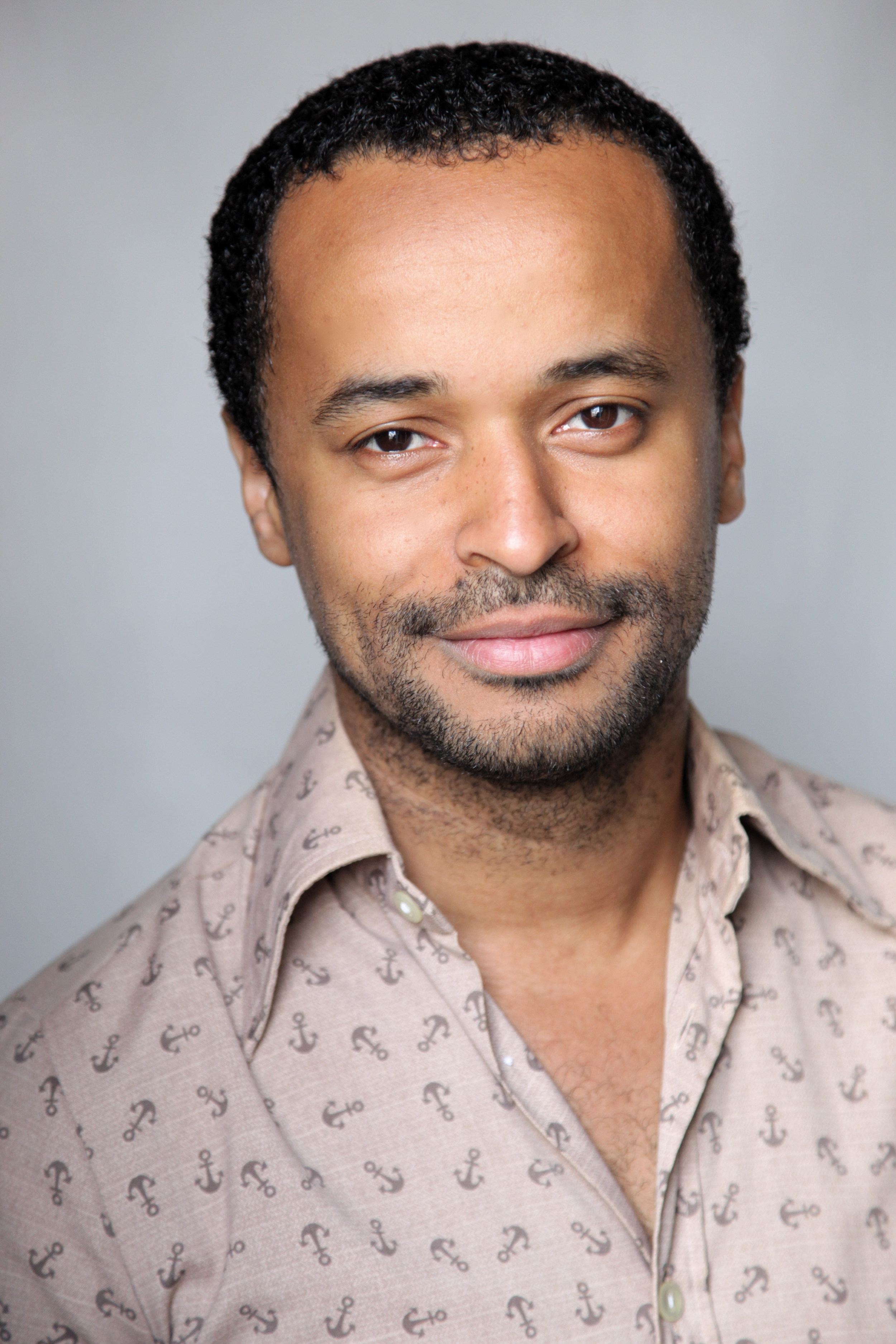
Der LGBT-Aktivist, Warschauer Ratsherr und Politiker der grünen Partei Zieloni, Krystian Legierski.

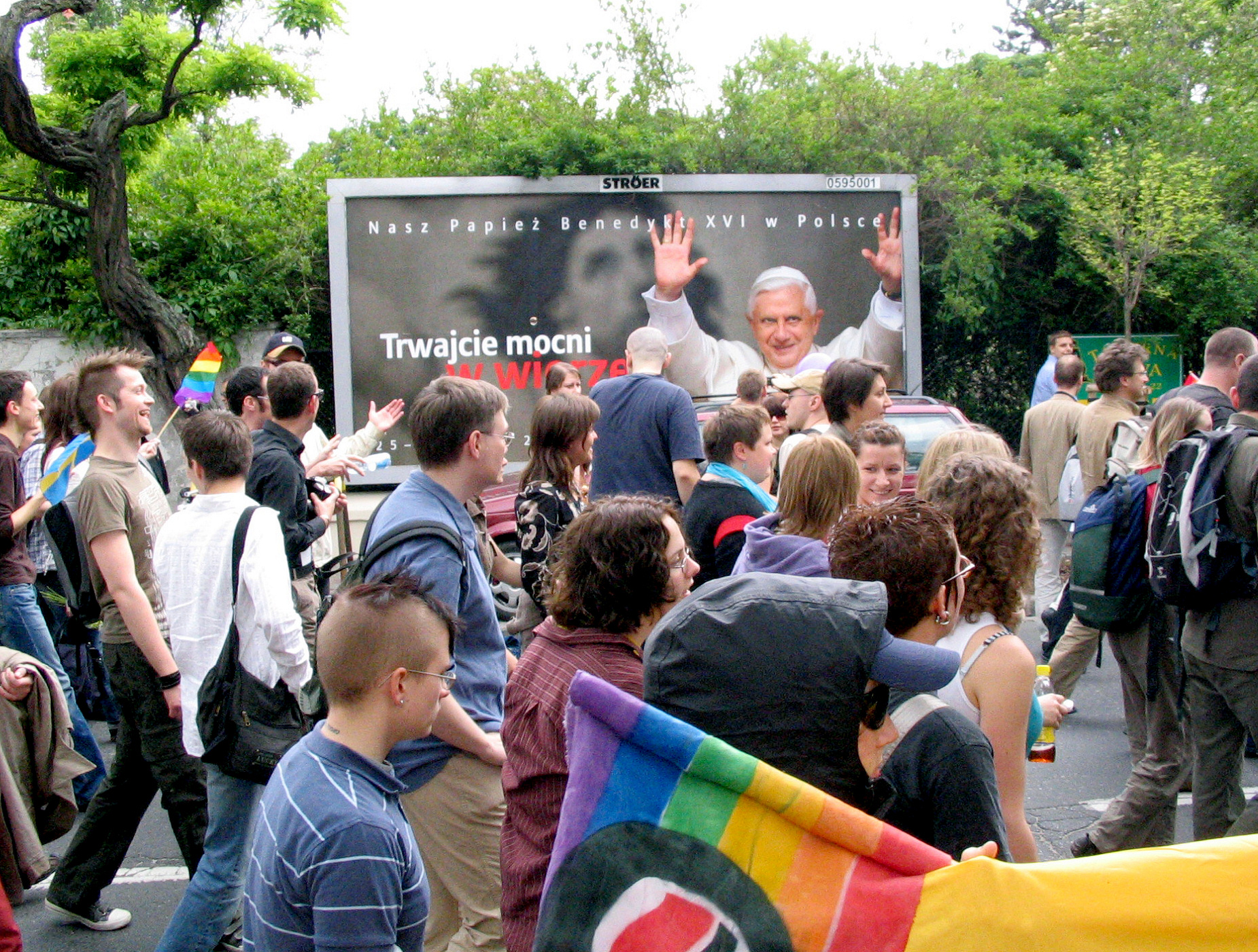
Die Parada Równości 2006.

Homosexualität wird in Polen seit Jahrzehnten in weiten Teilen der christlich-konservativ dominierten Gesellschaft mit Diskriminierung begegnet. Homosexualität ist fortwährend Gegenstand politischer Debatten. Zu Zeiten sozialdemokratischer Regierungen gab es gegenteilige Phasen. Im Kontext des Wahlkampfs der Parlamentswahl in Polen 2019 errangen die rechtskonservativen Parteien nach einem homophobem Wahlkampf die absolute Mehrheit. 2019 erklärten sich immer mehr Gebietskörperschaften Polens zu sogenannten „LGBT-freien“ Zonen. Dies führte zu Diskussionen im Europaparlament. Auch die vorgesehene Abschaffung des Sexualkundeunterrichts in Polen führte zu Protesten des Europaparlaments. Gleichzeitig gaben in einer Umfrage von 2021 56 % der polnischen Befragten an, dass eine Eheschließung für Homosexuelle erlaubt sein sollte. 58 % waren der Meinung, ein homosexuelles Paar könne auch ohne Kinder eine Familie sein. Die Analyse der Befragung kam zu dem Entschluss, dass die polnische Bevölkerung teils deutlich toleranter mit Homosexualität umgehe als es die rechtskonservativ-nationalistische PiS-Regierung vertrat.

## Legalität
Homosexuelle Handlungen wurden in Polen bereits 1932 legalisiert und das Schutzalter dem heterosexueller Personen angeglichen. 1969 wurde auch homosexuelle Prostitution legalisiert.
1985 ordnete der Innenminister der Volksrepublik Polen, General Czesław Kiszczak, die Aktion „Hiacynt“ (Hyazinthe) an, bei der die ihm unterstehende Geheimpolizei SB mehrere hundert Homosexuelle festnahm und registrierte. Ziel der Aktion war nach Meinung polnischer Historiker, durch Erpressung Informelle Mitarbeiter (polnisch abgekürzt TW) vor allem aus der Kulturszene zu gewinnen. Die Aktion stellte indes einen Gesetzesverstoß dar, da in der Volksrepublik Polen, im Gegensatz beispielsweise zur Sowjetunion, homosexuelle Praktiken und Lebensweisen keinen Straftatbestand darstellten. Der polnische Regisseur Piotr Domalewski drehte darüber einen Spielfilm, den 2021 Netflix Deutschland unter dem Titel „Operation Hyakinthos“ im Programm hatte.
Während des bis 1989 herrschenden Realsozialismus galt Homosexualität allerdings offiziell als eingetragene Krankheit und wurde nach dem politischen Systemwechsel im Zuge von Reformen 1991 als solche gestrichen.

## Gesetzeslage
2003 wurde ein Antidiskriminierungsgesetz verabschiedet, welches eine von der sexuellen Orientierung unabhängige Behandlung vor dem Gesetz garantiert. Ein bereits 1995 von der damaligen sozialdemokratischen Regierung erarbeiteter Vorschlag, ein Diskriminierungsverbot auf Grund sexueller Orientierung in die Verfassung aufzunehmen, wurde jedoch aufgrund von Einwänden der römisch-katholischen Kirche verworfen. 2007 bereitete die damalige liberal-konservative Regierungskoalition unter Ministerpräsident Donald Tusk einen neuen Gesetzesentwurf zum Schutz Homosexueller vor Diskriminierung vor. Schwule waren bis zur Abschaffung der Wehrpflicht in Polen bis 2010 vom Militärdienst nicht gesetzlich ausgeschlossen.
Im März 2007 legte Roman Giertych, Polens damaliger Bildungsminister und Vorsitzender der nationalistisch, katholisch und klerikalen Partei LPR, dem Parlament einen Gesetzesentwurf vor, der „homosexuelle Propaganda“, wie Aufklärungsmaterialien über gleichgeschlechtliche Beziehungen an Schulen, unter Strafe stellen sollte. Lehrer, die im Sexualunterricht homosexuelle Lebensformen auch nur erwähnten, sollten dann mindestens mit Geldstrafen rechnen. Entlassungen sollten auch besonders dann Maßnahmen sein, wenn Lehrer sich offen zur Homosexualität bekennen würden. Aufgrund der im Oktober 2007 abgehaltenen, vorgezogenen Neuwahlen traten die Gesetzesentwürfe nicht in Kraft und die LPR scheiterte mit dem Versuch, erneut ins Parlament einzuziehen, an der Sperrklausel.
Das Oberste Gericht bestätigte 2016 die strafprozessrechtliche Anerkennung gleichgeschlechtlicher Lebenspartnerschaften.

## Anerkennung gleichgeschlechtlicher Lebenspartnerschaften
Es gibt derzeit in Polen keine gesetzliche Anerkennung gleichgeschlechtlicher Lebenspartnerschaften. Ende 2003 schlug die Senatorin Maria Szyszkowska jedoch vor, gleichgeschlechtliche Verpartnerungen unter der Bezeichnung „Registrierte Partnerschaft“ einzuführen. Am 2. Dezember 2004 stimmte zwar der polnische Senat diesem Vorschlag zu, er fand im Sejm jedoch vor den Wahlen 2005 keine Mehrheit mehr.
2004 gestattete der städtische Verkehrsverbund in Warschau gleichgeschlechtlichen Partnern seiner Angestellten das Verkehrsnetz mit den gleichen Vergünstigungen zu nutzen, wie heterosexuelle Partner. Dieser Akt stellte die erste Anerkennung gleichgeschlechtlicher Paare in Polen dar. 2007 beschloss schließlich auch das städtische Amt für Sozialhilfe in Chorzów, gleichgeschlechtlichen Paaren Transferleistungen in Entsprechung zu denen heterosexueller Paare zu gewähren. 2011 brachte die sozialdemokratische Partei SLD als erste Fraktion einen Gesetzentwurf zur Einführung einer Lebenspartnerschaft im Sejm ein. Auch die im Oktober 2011 neu in das polnische Parlament eingezogene liberale Partei Twój Ruch befürwortete die Einführung von eingetragenen Partnerschaften für homosexuelle Paare. Im Januar 2012 wurde von der liberal-konservativen Regierungskoalition ein Gesetzentwurf eingebracht, der Lebenspartnerschaften in Polen für gleichgeschlechtliche Paare ermöglichen sollte. Im November 2012 entschied der Verfassungsgerichtshof der Republik Polen erstmals, homosexuellen Paaren im Mietrecht Rechte zu gewähren.
Im Wahlkampf 2011 sagte Ministerpräsident Donald Tusk zu, über die Einführung von Lebenspartnerschaften zu diskutieren. Ein im Januar 2013 vorgelegter Gesetzentwurf sollte Hetero- wie Homosexuellen ermöglichen, solche Partnerschaften beim Notar oder auf dem Standesamt eintragen zu lassen. Damit waren ein Zeugnisverweigerungsrecht vor Gericht, ein Auskunftsrecht beim Arzt und eine Unterhaltspflicht nach der Trennung verbunden. Steuerliche Vergünstigungen waren darin jedoch nicht vorgesehen. Während die liberale Partei Twój Ruch und die sozialdemokratische Partei SLD in der Debatte weitergehende Regelungen forderten, bildete sich in der Regierungskoalition Widerstand gegen den Gesetzentwurf. Der ehemalige Justizminister Jarosław Gowin, damals führender Akteur des rechten Flügels der PO, bezeichnete derlei Vorstöße als verfassungswidrig. Zwei weitere Abstimmungen zur Legalisierung von eingetragenen Partnerschaften wurden im Mai 2015 und August 2015 im Parlament nicht angenommen.
Um die Schließung von gleichgeschlechtlichen Ehen oder eingetragenen Partnerschaften durch polnische Staatsbürger im Ausland zu unterbinden, wurden bis 2015 kraft einer Dienstanweisung die Personalien des künftigen Partners in das Ehefähigkeitszeugnis eingetragen. Bei etwaiger Gleichgeschlechtlichkeit wurde die Herausgabe des Ehefähigkeitszeugnisses regelmäßig verwehrt. Ausnahmen bestanden zumindest bei den künftigen Partnern, deren Vornamen für die Beamten nicht als gleichgeschlechtlich erkennbar waren. So war einem polnischen männlichen Homosexuellen die Verheiratung eines Mannes mit dem italienischen Vornamen Andrea möglich, da dieser der in Polen üblichen Morphologie der weiblichen Vornamen entspricht. Nach der Änderung der Gesetzeslage darf seit dem 1. März 2015 die Herausgabe des Ehefähigkeitszeugnisses auch ohne Angabe des Partnernamens nicht unterbunden werden.

### Europäischer Gerichtshof für Menschenrechte
Der Europäische Gerichtshof für Menschenrechte gab im Dezember 2023 polnischen homosexuellen Paaren Recht, die ihr Land verklagt hatten, weil es dort keine Möglichkeit zur Eintragung einer gleichgeschlechtlichen Partnerschaft gibt.

## Gesellschaftliche Entwicklung
Zur Zeit der Volksrepublik Polen wurden homosexuelle Männer vom polnischen Sicherheitsdienst überwacht. 1985 und danach kam es zur sogenannten Operation Hyacinth, die auf die Schwulenszene abzielte. Das Ziel der Operation ist unklar, möglicherweise war es ein Versuch der HIV-Prävention, möglicherweise der Versuch die Schwuleninitiativen einzudämmen. Während der 1980er Jahre war das Leben der Schwulen von Feindseligkeit und Intoleranz durch ihre Umgebung geprägt. Sich selbst bezeichneten die Schwulen häufig als Inni (Die Anderen). Ende der 1980er kam der Begriff gay in Mode und wurde später in gej umpolonisiert. Viele Schwule führten Scheinehen um ihre Neigung zu verheimlichen. Der Versuch, Homosexualität in die Öffentlichkeit zu tragen und damit Akzeptanz zu gewinnen, scheiterte vor dem politischen Umbruch auch am Widerstand der Schwulen selbst, da diese in der Regel ein Outing ablehnten.
Anfang der 1990er Jahre bildeten sich erste Vereine von Homosexuellen und es gab homosexuelle Zeitschriften, welche, da sie keinen pornografischen Inhalt hatten, auch von der landesweiten Kioskkette Ruch vertrieben werden durften und daher frei erhältlich waren. Bekannt war etwa Inaczej (Anders). In der Öffentlichkeit wurde Homosexualität nicht thematisiert und nur als Randerscheinung wahrgenommen. Anfang des neuen Jahrtausends wurde das Thema öffentlicher. 2003 wurden von der Künstlerin Karolina Breguła, sich an den Händen haltende Männer- und Frauenpaare auf Postern in verschiedenen Städten aufgehängt. Diese unter dem Titel Niech nas zobaczą (Sollen sie uns sehen) organisierte Aktion führte zu gesellschaftlichen Kontroversen.
Nach einer Umfrage von Maneo aus dem Jahr 2004 lehnt damals en 94 Prozent der Polen Homosexualität ab. Nach dem Eurobarometer von Dezember 2006 stimmten lediglich 17 % der Polen der Aussage zu, dass es homosexuellen Menschen erlaubt sein sollte, einander zu heiraten (in Deutschland 52 %, in den 25 EU-Ländern insgesamt: 44 %). 2013 fanden jedoch nur noch 26 % der Bevölkerung, dass Homosexualität nicht normal sei und nicht toleriert werden solle.
Obwohl während der 1990er Jahre und der frühen 2000er Jahre unter jungen Leuten in größeren Städten und mit höherer Bildung eine Zunahme der Toleranz zu verzeichnen war, nahm die Diskriminierung homosexueller Minderheiten auf politischer Ebene unter der 2005 bis 2007 regierenden Koalitionsregierung aus konservativen und populistischen Parteien zwischenzeitlich zu. In konservativ regierten Städten Polens wurden homosexuelle Demonstrationen zwischen 2004 und 2005 unter der Anführung verschiedenster Gründe untersagt, unter anderem auf Grund von möglichen Gegendemonstrationen oder Eingriffen seitens religiöser oder nationalistischer Gruppen. Dennoch versammelten sich beispielsweise am 11. Juni 2005 etwa 2.500 Demonstranten zur Parada Równości (Parade der Gleichheit), wobei es zu zehn Festnahmen kam. Die Parade wurde von dem damaligen Bürgermeister und späteren Staatspräsident Lech Kaczyński mit der Aussage „Die Erlaubnis einer Schwulenveranstaltung in Warschau würde homosexuelle Lebensformen fördern“ stark verurteilt. Die Einstellung der damaligen Regierung gegenüber Homosexuellen ließ ein kurzzeitiges Spannungsverhältnis zwischen Polen und der Europäischen Union entstehen. Übergriffe gegen homosexuelle Veranstaltungen waren zudem auch durch die rechtsextreme Allpolnische Jugend zu verzeichnen.

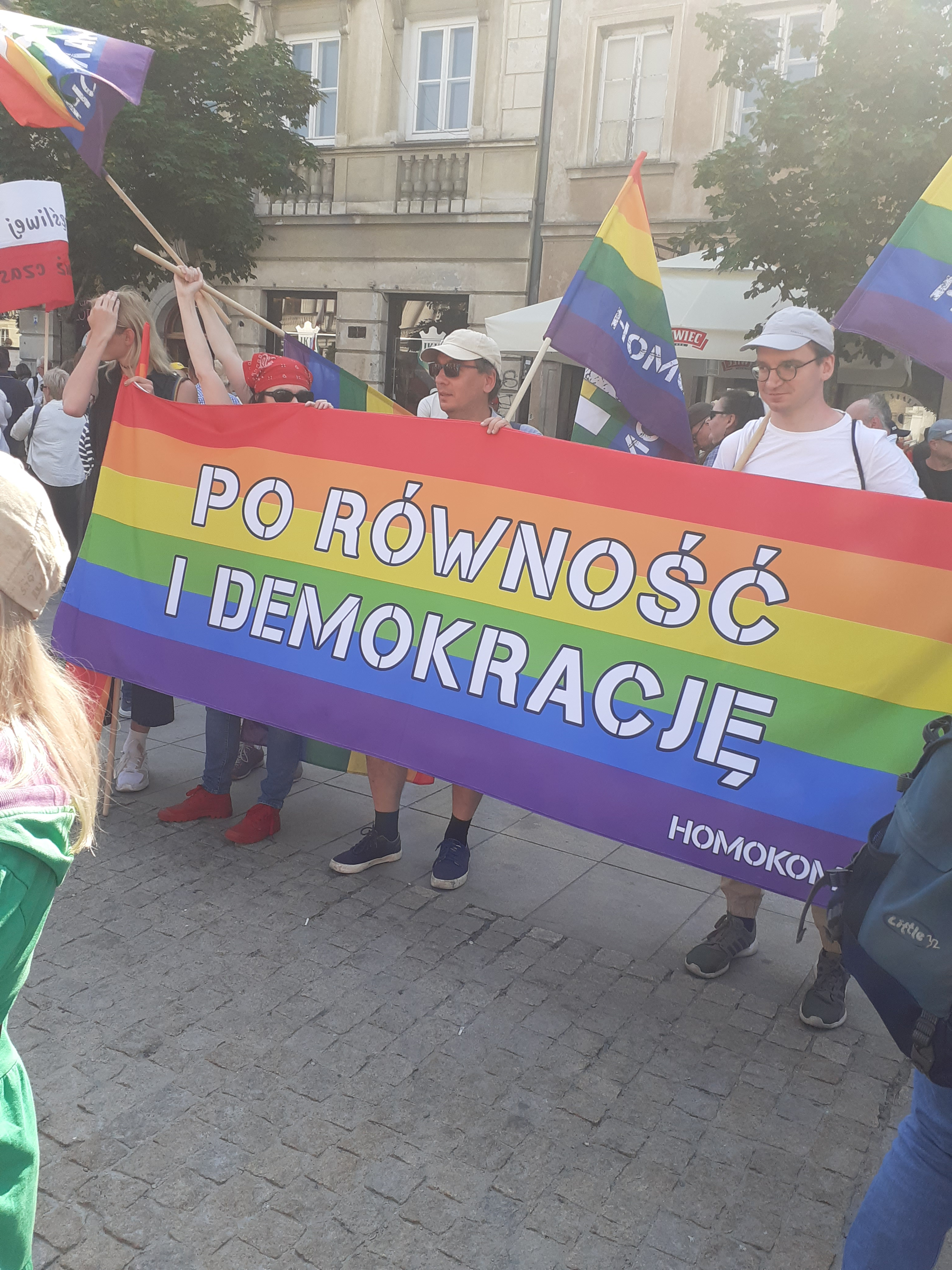
Homokomando-Banner während des Oppositionsmarsches am 4. Juni 2023.

Dennoch existiert in allen größeren Städten eine homosexuelle Szene. Landesweit sind des Weiteren über 30 homosexuelle Organisationen tätig. Ins polnische Parlament wurde zudem 2011 mit Robert Biedroń ein offen schwuler Abgeordneter gewählt und mit Anna Grodzka erstmals auch eine Transsexuelle. Mittlerweile haben sich weitere Abgeordnete zu ihrer Homosexualität bekannt. 2011 äußerten sich bei einer Umfrage außerdem 54 % der Polen gegenüber einer gleichgeschlechtlichen Partnerschaft positiv und 27 % befürworteten sogar eine gleichgeschlechtliche Ehe. Robert Biedroń wurde darüber hinaus als offen schwuler Kandidat nach Auslaufen seines Parlamentsmandats mit 57 % der Stimmen 2014 zum Bürgermeister der Großstadt Słupsk gewählt. Die von ihm 2019 gegründete progressive Partei Wiosna wird von der polnischen Presse als Hoffnungsträger der politischen Linken in Polen gehandelt.
Die römisch-katholische Kirche kämpft dennoch weiterhin gegen eine rechtliche Anerkennung von homosexuellen Paaren und wird dabei vor allem von rechtsgerichteten Parteien unterstützt. In einem Report der Europäischen Union forderte deren Vertreter Thomas Hammarberg als Menschenrechtskommissar 2006 die damalige polnische Regierung unter Jarosław Kaczyński auf, Homophobie in Polen zu bekämpfen. Hammarberg erklärte: „Wir sollten uns daran erinnern, dass eine der Gruppen, die von den Nazis verfolgt wurden, Homosexuelle waren. Wir sollten wirklich vermeiden, jetzt in diese Falle zu tappen.“
Die Rechte von Lesben und Schwulen werden vor allem von den Parteien SLD, Nowoczesna, Razem, Twój Ruch, Unia Pracy, Zieloni, Demokraci und weiteren linksgerichteten oder liberalen Parteien und einigen Vertretern der Platforma Obywatelska proaktiv unterstützt.

### Europride 2010
Vom 9. bis 18. Juli 2010 fand in Warschau die erste Europride in Polen statt, die am 17. Juli mit der Parada Równości beendet wurde. Im Warschauer Nationalmuseum war zeitgleich die Ausstellung Ars Homo Erotica zu sehen.

### Warschauer Regenbogen
Ab 2013 gab es in Warschau eine kulturelle und gesellschaftliche Debatte um das bis 2015 installierte Kunstwerk Warschauer Regenbogen, das mehrfach von Vandalen beschädigt wurde.

### Wissenschaftliche Analyse
Die polnischen Sozialwissenschaftler Tomasz Kitliński und Paweł Leszkowicz schrieben 2013 in ihrer Analyse zur Situation Homosexueller in Polen: „Sexuelle Minderheiten leben in Polen in einer paradoxen Situation. Einerseits wurden homosexuelle Beziehungen in Polen früher als in vielen anderen Ländern entkriminalisiert. Auch gibt es in Polen eine äußerst lebendige Szene von LGBT-Aktivisten und -Künstlern. Andererseits sind homophobe Ressentiments in der Gesellschaft weit verbreitet (…) doch gerade die heftigen Debatten tragen dazu bei, dass sich die Öffentlichkeit an ‚queere‘ Themen und nicht-heterosexuelle Lebensformen gewöhnt.“

## LGBT-ideologiefreie Zone
Eine sogenannte LGBT-ideologiefreie Zone (polnisch Strefa wolna od ideologii LGBT), auch als „LGBT-freie Zone“ bezeichnet, ist eine Region, die von einer polnischen Gemeinde, einem Powiat (Landkreis) oder einer Woiwodschaft (einer Provinz) als „frei von LGBT-Ideologie“ deklariert wurde. Viele der Deklarationen verwenden als Vorlage die Kommunale Charta der Rechte von Familien, die auch in deutscher Übersetzung vorliegt. Die Ereignisse wurden als Teil der Anti-Gender-Bewegungen in Europa gesehen.
Auch wenn diese Zonen juristisch nicht durchsetzbar seien, LGBT keine Ideologie sei und die Deklaration in erster Linie symbolisch zu sehen sei, stelle diese LGBT-Aktivisten zufolge den Versuch dar, die LGBT-Gemeinschaft zu stigmatisieren und auszuschließen. Bis Januar 2020 wurden in Polen etwa 80 verschiedene Erklärungen der Charta abgegeben, darunter vier Woiwodschaften im Südosten und im Zentrum des Landes: Kleinpolen, Karpatenvorland, Heiligkreuz und Lublin.
Am 18. Dezember 2019 stimmte das Europäische Parlament mit 463 zu 107 Stimmen für eine Verurteilung dieser Zonen.
Im April 2025 endete die letzte LGBTI-freie Zone in Polen.